# تشل غراب (تشيلو)
تشل غراب (بالفارسية: چال گوراب) هي منطقة سكنية تقع في إيران في قسم تشيلو الريفي.